# Eriosyce aurata
Eriosyce aurata là một loài thực vật có hoa trong họ Cactaceae. Loài này được (Pfeiff.) Backeb. mô tả khoa học đầu tiên năm 1936.

## Hình ảnh

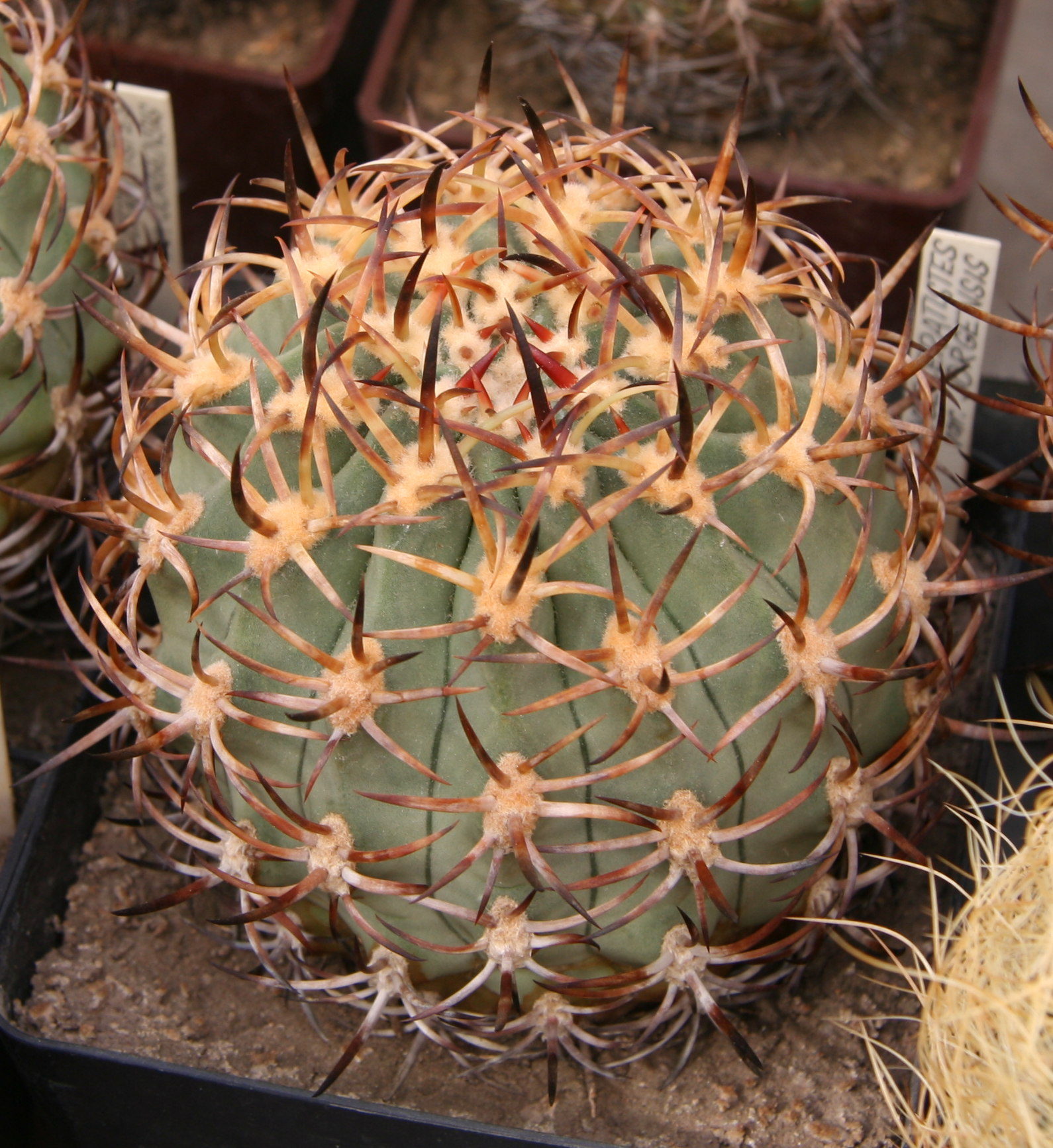
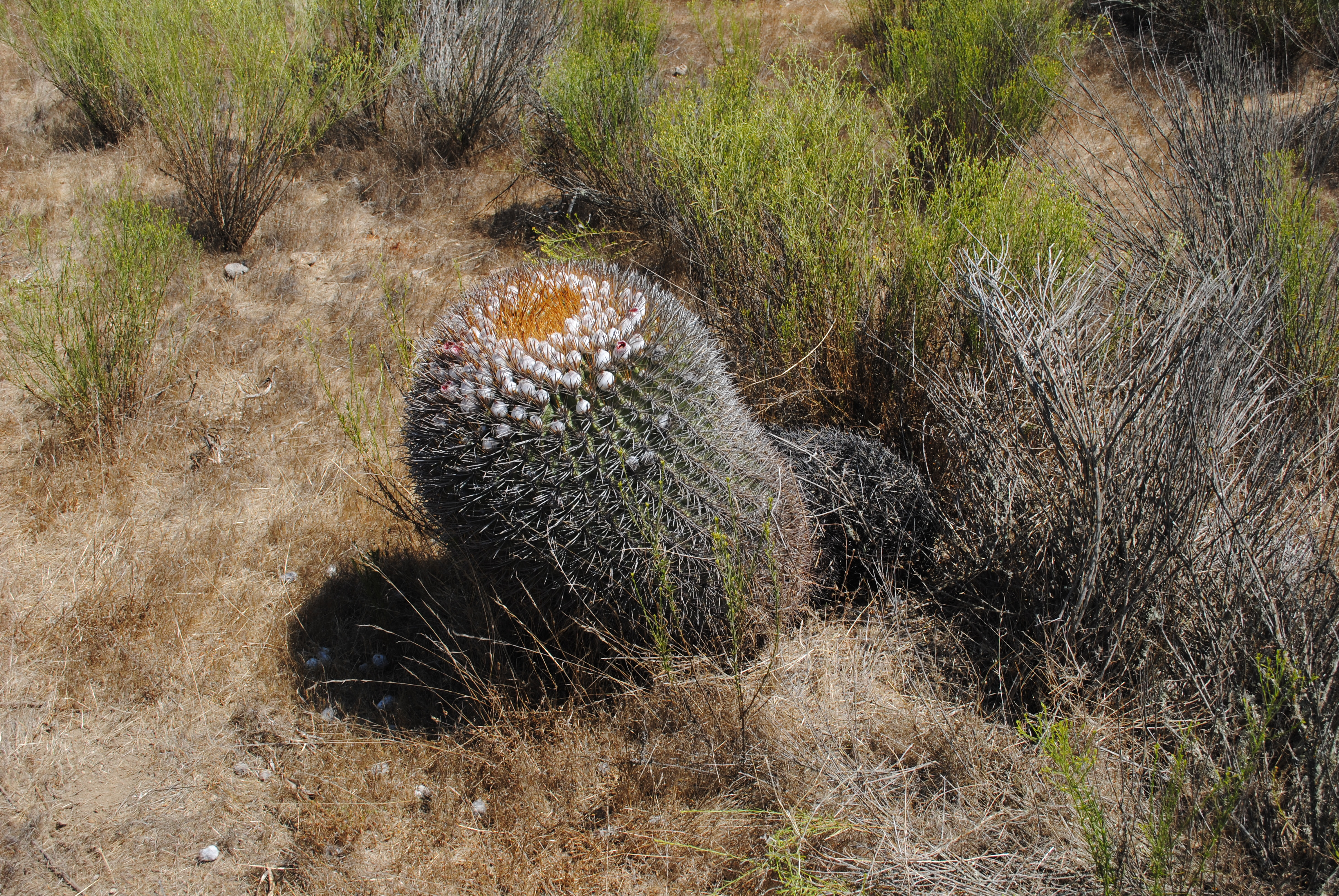
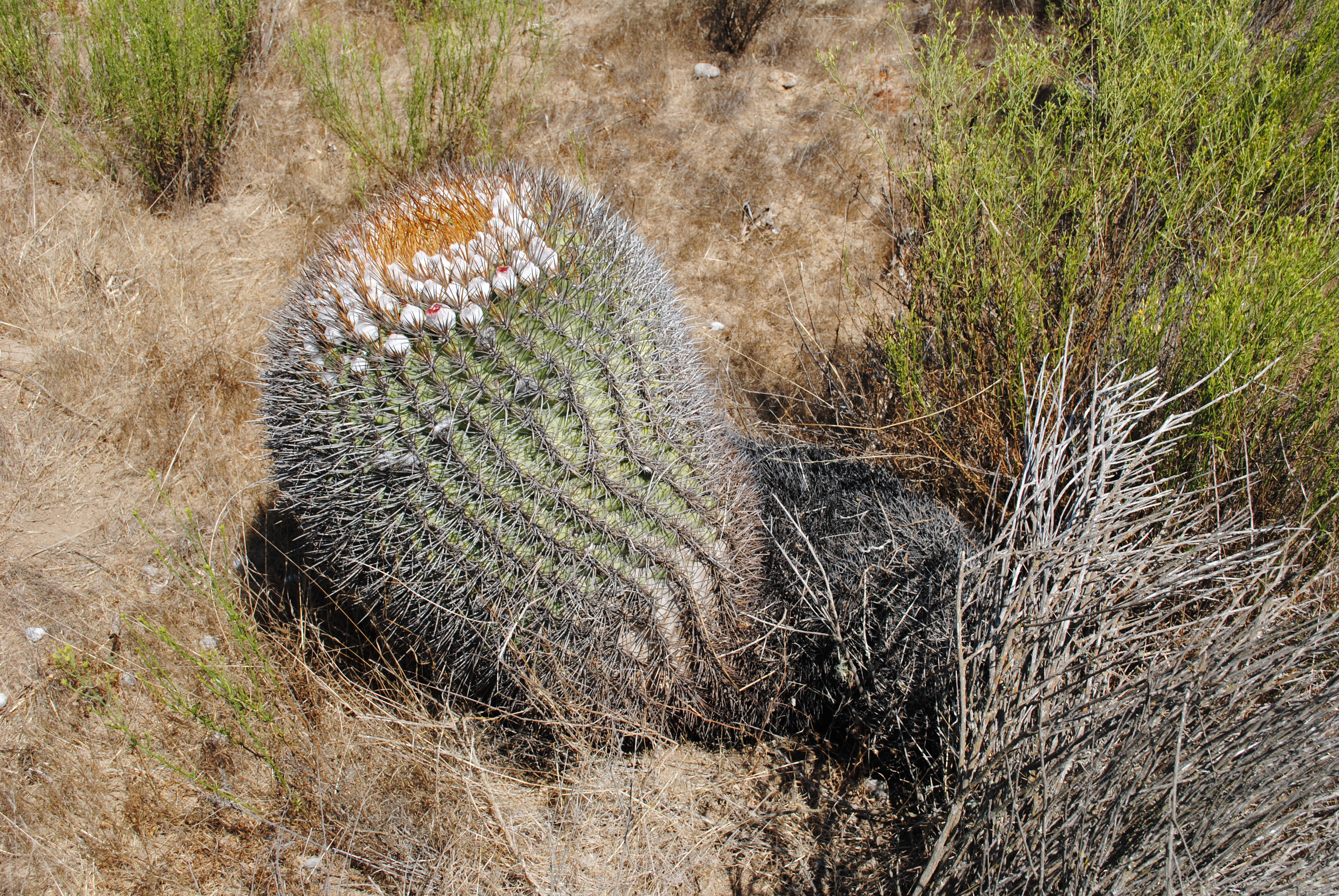
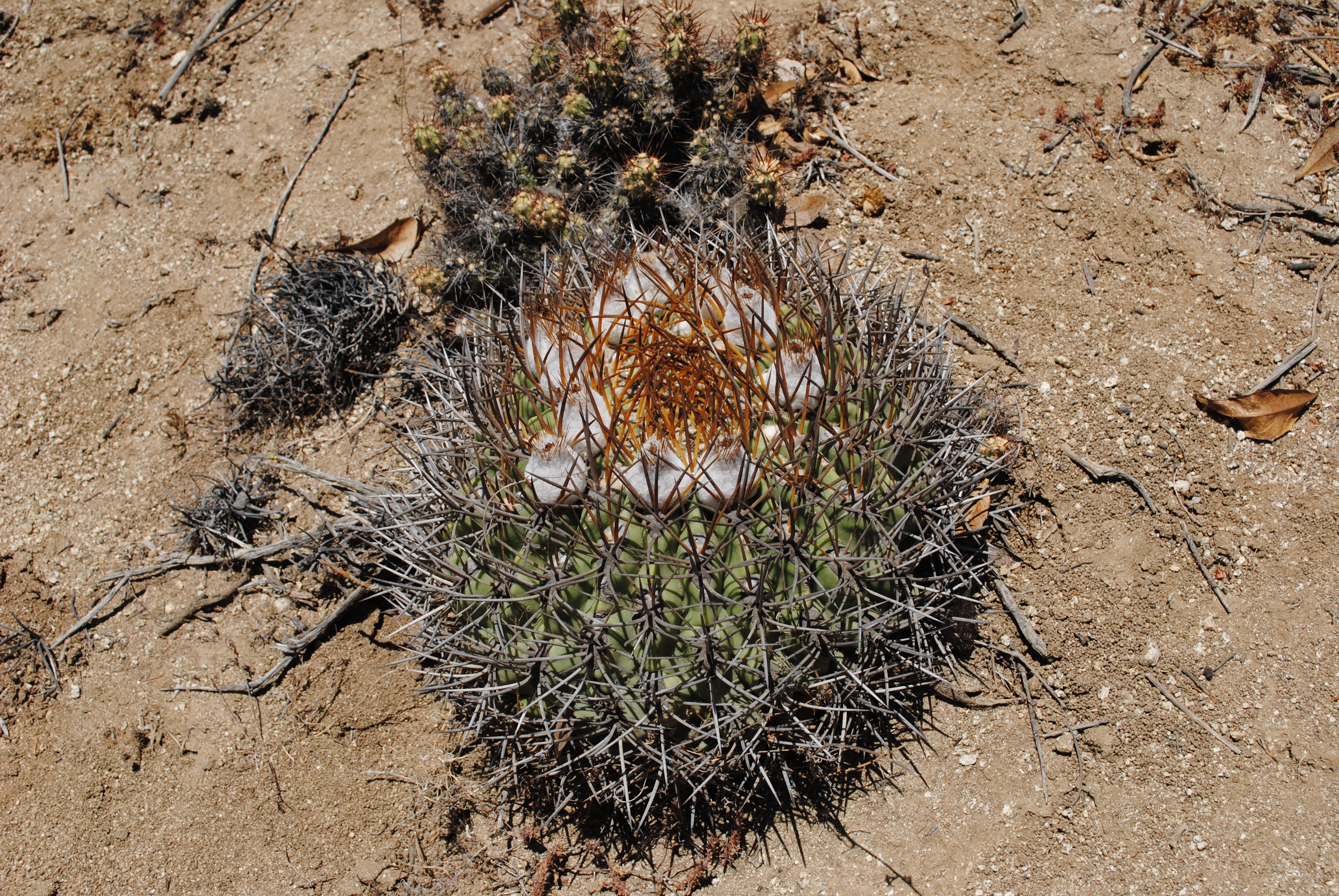